# Orphulellini
Tribu
Les Orphulellini sont une tribu d'insectes orthoptères de la famille des Acrididae et de la sous-famille des Gomphocerinae.

## Genres
- genre Dichromorpha Morse, 1896
- genre Laplatacris Rehn, 1939
- genre Orphulella Giglio-Tos, 1894
- genre Orphulina Giglio-Tos, 1894